# Karel Havlíček Borovský
Karel Havlíček Borovský (más néven Havel, születési nevén Karel Havlíček; Borová, 1821. október 31.  –  Prága, 1856. július 29.) cseh költő, prózaíró, irodalomkritikus, műfordító, liberális politikus, publicista. A kritikai realizmus egyik kezdeményezője volt. 1848-ban a cseh nemzeti mozgalom vezetője. Politikai száműzetésbe kényszerült. Írásaiban szenvedélyesen bírálta az osztrák abszolutizmust.

## Életpályája
Jómódú kereskedőcsaládban született. Bölcsészeti tanulmányait a prágai egyetemen végezte, majd belépett a papi szemináriumba. Hamarosan az egyház bírálójává vált; meggyőződéséért kizárták a szemináriumból. 
Oroszországba ment nevelőnek. Élményeit  és benyomásait tárcákban, útirajzokban dolgozta fel. 1845-ben írt Epigrammáiban a császári abszolutizmust és az egyházat gúnyolta. Hazatérése után szerkesztette a Pražské Noviny, majd 1848 tavaszán saját lapját, a Národní noviny-t szerkesztette. Ekkoriban Béccsel való kompromisszumra, megegyezésre törekedett. A forradalom leverése után lapjában és annak Štotek nevű szatirikus mellékletében szembefordult a bécsi kormányzattal. Lapjának betiltása után Kutná Horába költözött, ahol Slovan címmel új lapot indított. Amikor ezt a lapot is a betiltás fenyegette, magától hagyott fel a kiadásával. Ennek ellenére bíróság elé állították és az 1850-es évek elején Brixenbe száműzték. Röviddel négyéves internálásból való szabadulása után tüdőbajban hunyt el.

## Képgaléria

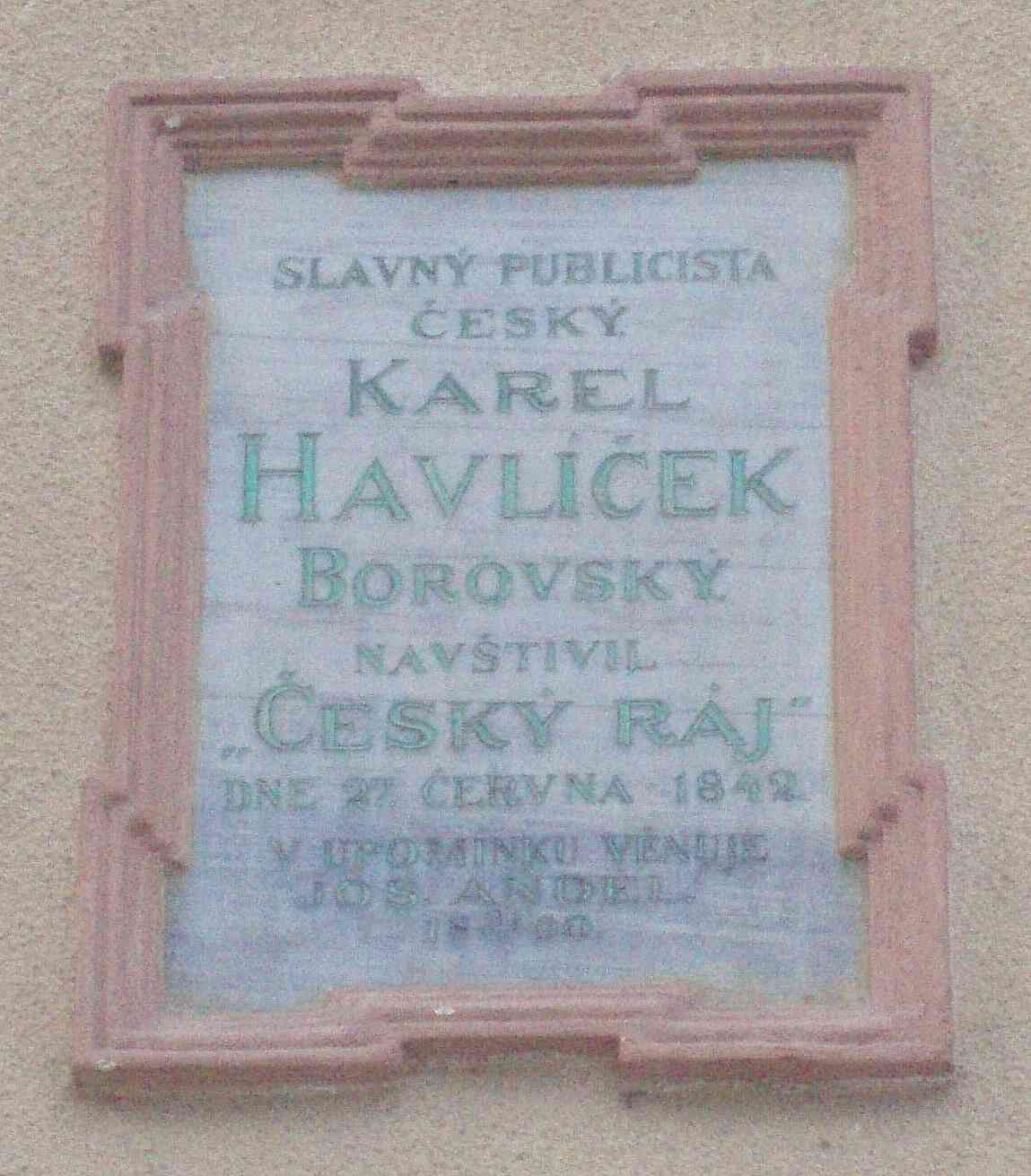
Emléktáblája  Sedmihorkyban
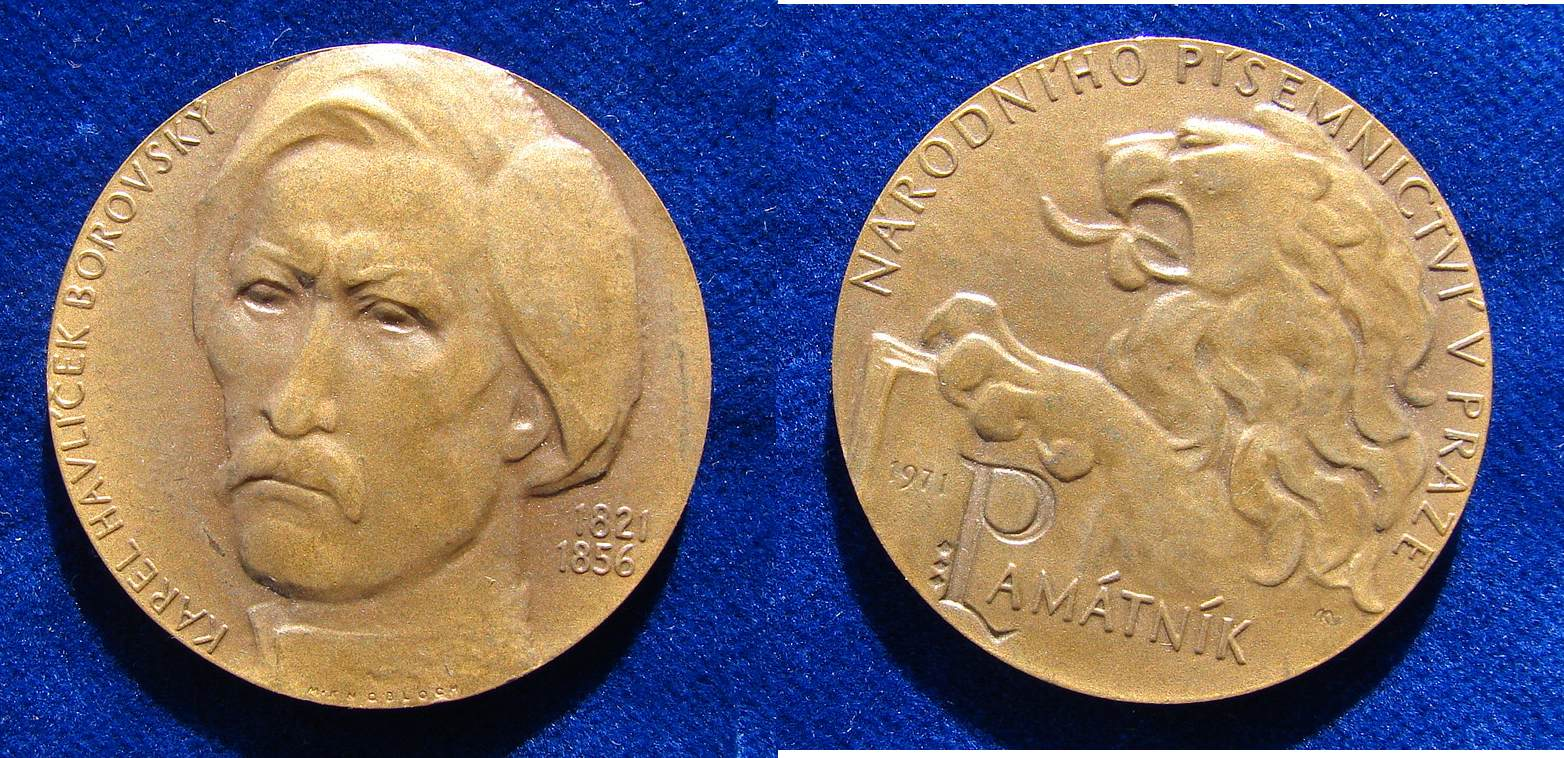
Emlékérem születésének 150. évfordulójára 1971-ből
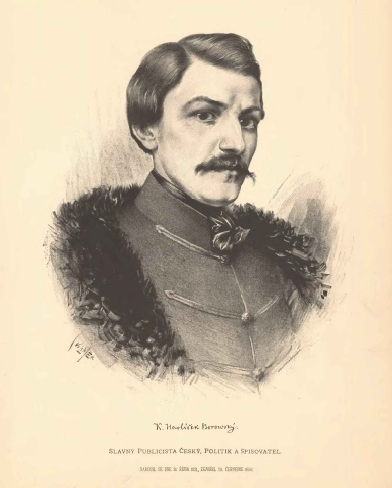
Arcképe (Jan Vilímek alkotása)

## Emlékezete
Szülővárosát 1949-ben Borováról Havlíčkova Borovára nevezték át. Szülőháza, 1931-től múzeum. Csehországban több emlékműve áll, az elsőt 1901-ben avatták Borovában.

## Művei
- Versei számos másolatban kézről kézre jártak a nép körében a 19. század második felében.
- Kritikai nézeteit a legpregnánsabban a Kapitola o kritice ('Fejezet a kritikáról', Česká vcela, 1846) című tanulmányában fejtette ki, amelyben az igazságra való törekvést jelölte meg a művészet alapelvéül.
- Dél-Tirolban írta jelentős műveit (Tiroli elégiák, Lávra király, Szt Vladimír megkeresztelése).
- Ismertek műfordításai is oroszból (Gogol: Holt lelkek című regénye és mások), amelyek nagy hatást tettek a cseh realista írókra.
- Gyűjteményes kiadása: Spisy Karla Havlíčka ('K. Havlícek művei'; 1906 — 1908).